# 大觀音亭興濟宮
22°59′54″N 120°12′22″E / 22.998291°N 120.206035°E
大觀音亭與祀典興濟宮是位在臺灣臺南市北區的著名寺廟，於1985年11月27日公告為三級古蹟，現為直轄市定古蹟。該寺廟是由主奉觀音佛祖的「大觀音亭」與主奉保生大帝的「祀典興濟宮」所組成，雖分屬佛教、道教，但自創建以來兩寺廟相連，關係密切，同屬一組織管理，現全稱財團法人臺南市臺疆祖廟大觀音亭暨祀典興濟宮。

## 沿革

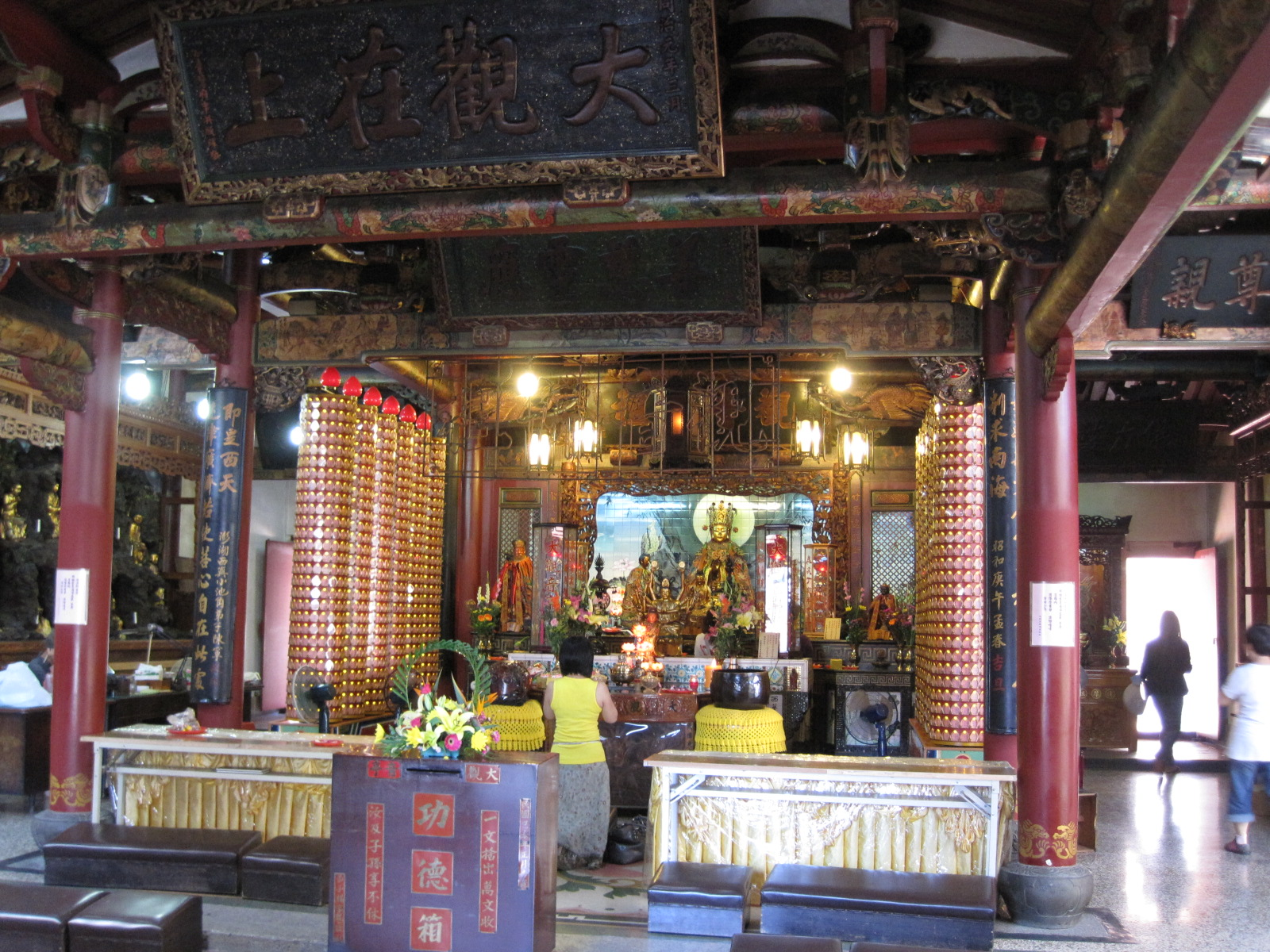
大觀音亭正殿

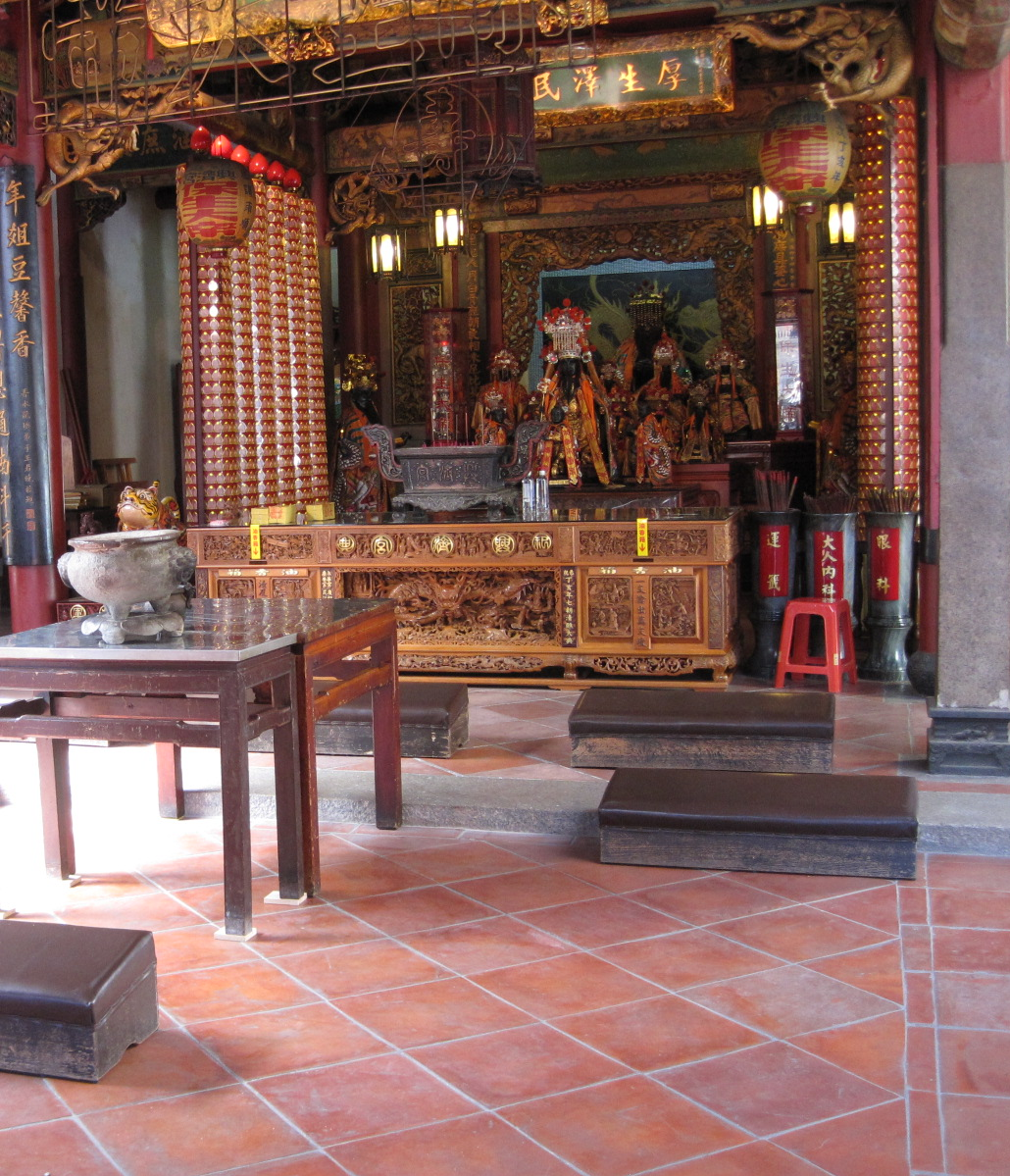
祀典興濟宮正殿

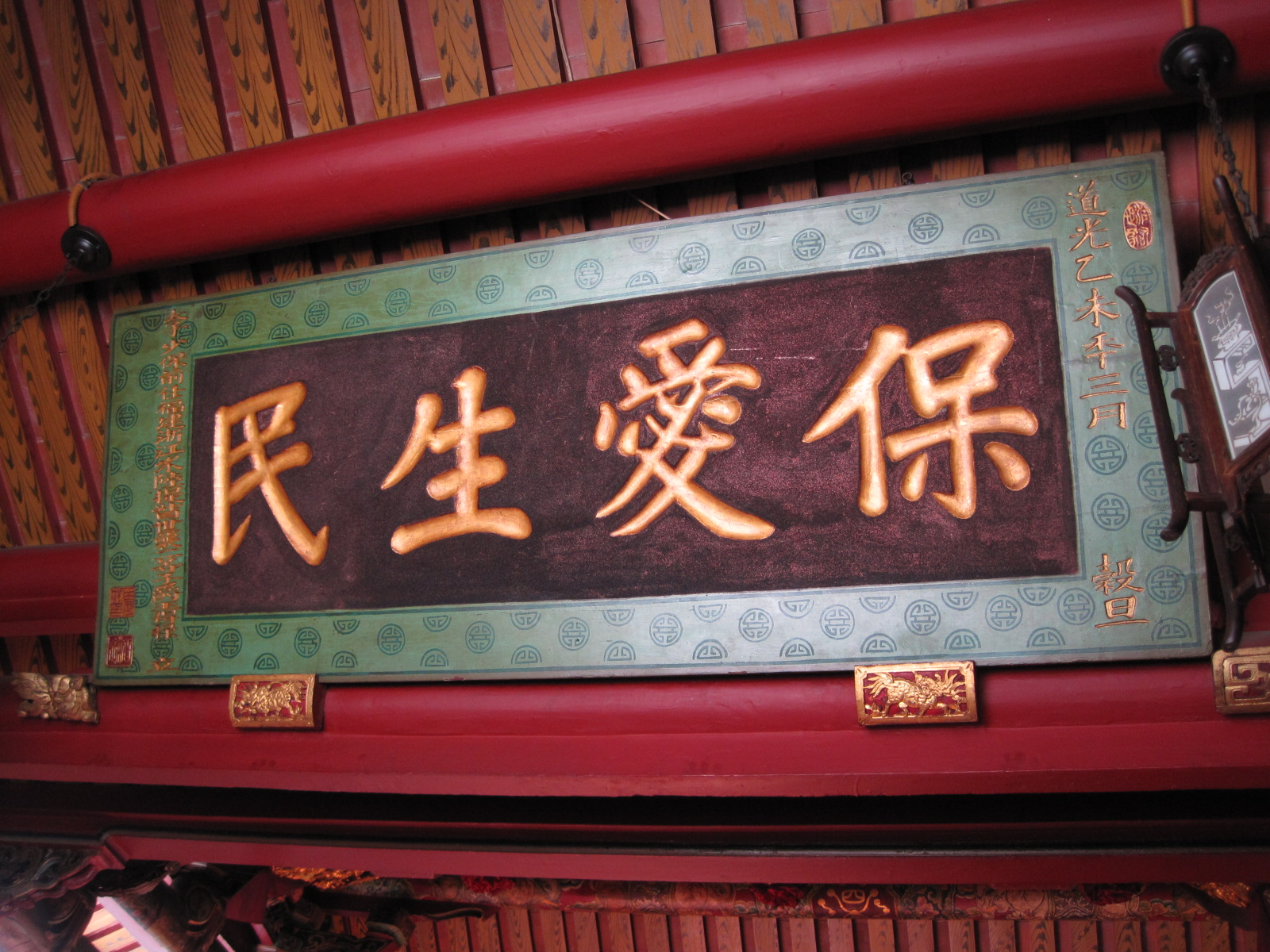
王得祿所獻之「保愛生民」匾

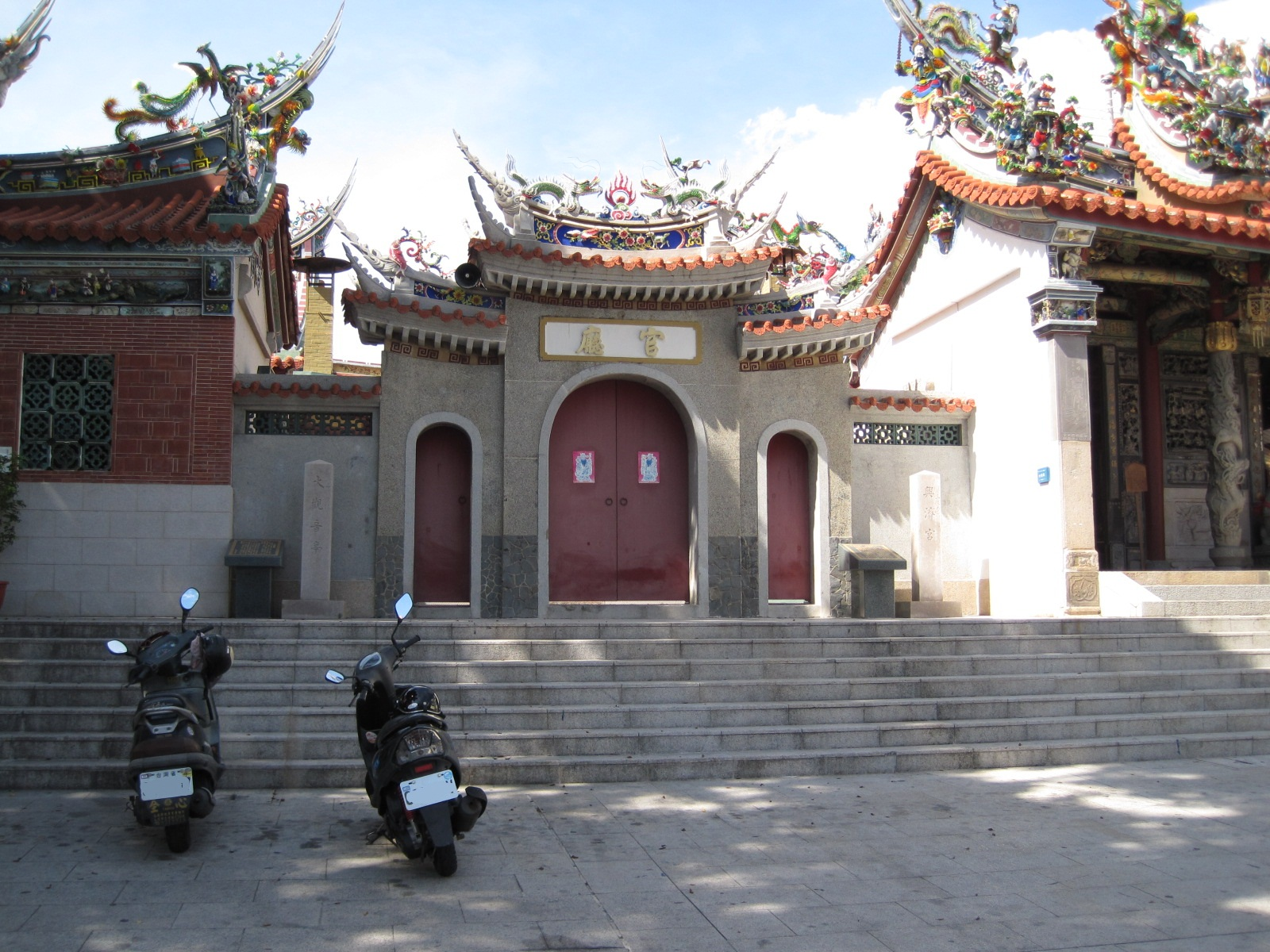
官廳大門

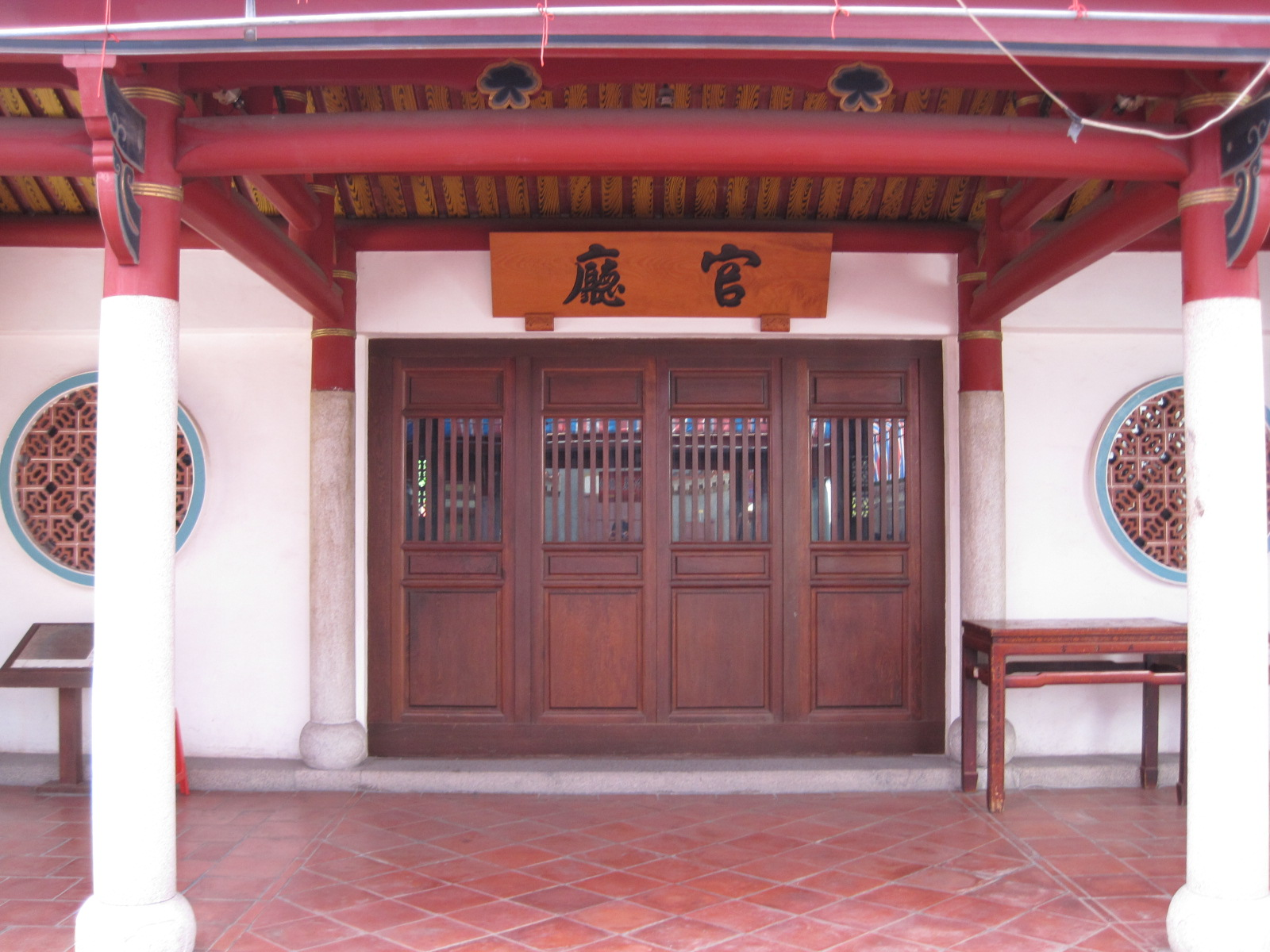
官廳

明鄭永曆三十二年（1678年），軍民在臺灣府城的尖山南坡建「觀音宮」，供奉觀音菩薩。清康熙年間重修擴建之後，因拜亭採用了抱廈的形式而改名「觀音亭」，後來因要與小東門的觀音亭（現已不存）區分，而習稱「大觀音亭」。興濟宮則源自於永曆三十三年（1679年），來自泉州同安的鄭軍將士在觀音宮旁建廟奉祀保生大帝（大道公），當時稱為「大道公廟」，後因為與良皇宮分別，稱「頂大道公廟」，良皇宮則稱「下大道公廟」。兩者均為明鄭時期規模最大的觀音廟與大道公廟。
在清朝領臺之後，由於總鎮衙署與所轄三營分別建在尖山北坡與覆鼎金（今衛福部臺南醫院）之間，都在兩廟附近，所以有不少官兵前來祈求平安。大觀音亭方面，主要在康熙三十二年（1693年）、乾隆五十六年（1791年）、嘉慶二十年（1815年）、道光十年（1830年）與同治十年（1871年）整修過，至於興濟宮，則主要在嘉慶二年（1797年）與道光十一年（1831年）與同治十年（1871年）整修過。而在同治十三年（1874年）之後，因所謂的開山撫番導致官兵多染上瘴癘，所以兩廟的香火日益興盛，成為府城裡同類廟宇中香火最鼎盛的廟。這些參與的官兵因曾向興濟宮大道公祈求保佑靈驗，因而上報朝廷，朝廷乃下令將興濟宮列入祀典，成為臺灣唯一有列入官方祀典春秋二祭的保生大帝廟:118。
進入臺灣日治時期之後，兩廟曾於1927年一起重修。日治末期興濟宮春秋二祭因故中斷:116。
由於在太平洋戰爭中大觀音亭興濟宮受創，遂於戰後的1949年重修，1960年代、1970年代亦重修過數次，而最近一次則是在2017年。
2007年啟建七朝清醮。2011年廟方參考《欽定大清會典事例》，結合興濟宮三獻禮，恢復由地方官員親臨致祭的春祭大典:116。2012年5月興濟宮春祭時，曾舉辦「醫神大道公藥籤藥材展」並製作「祀典興濟宮保生大帝藥籤解」，介紹藥籤的藥方內容:95。

## 祀神
大觀音亭以佛教為主，供奉有：
- 三川殿：哼哈二將

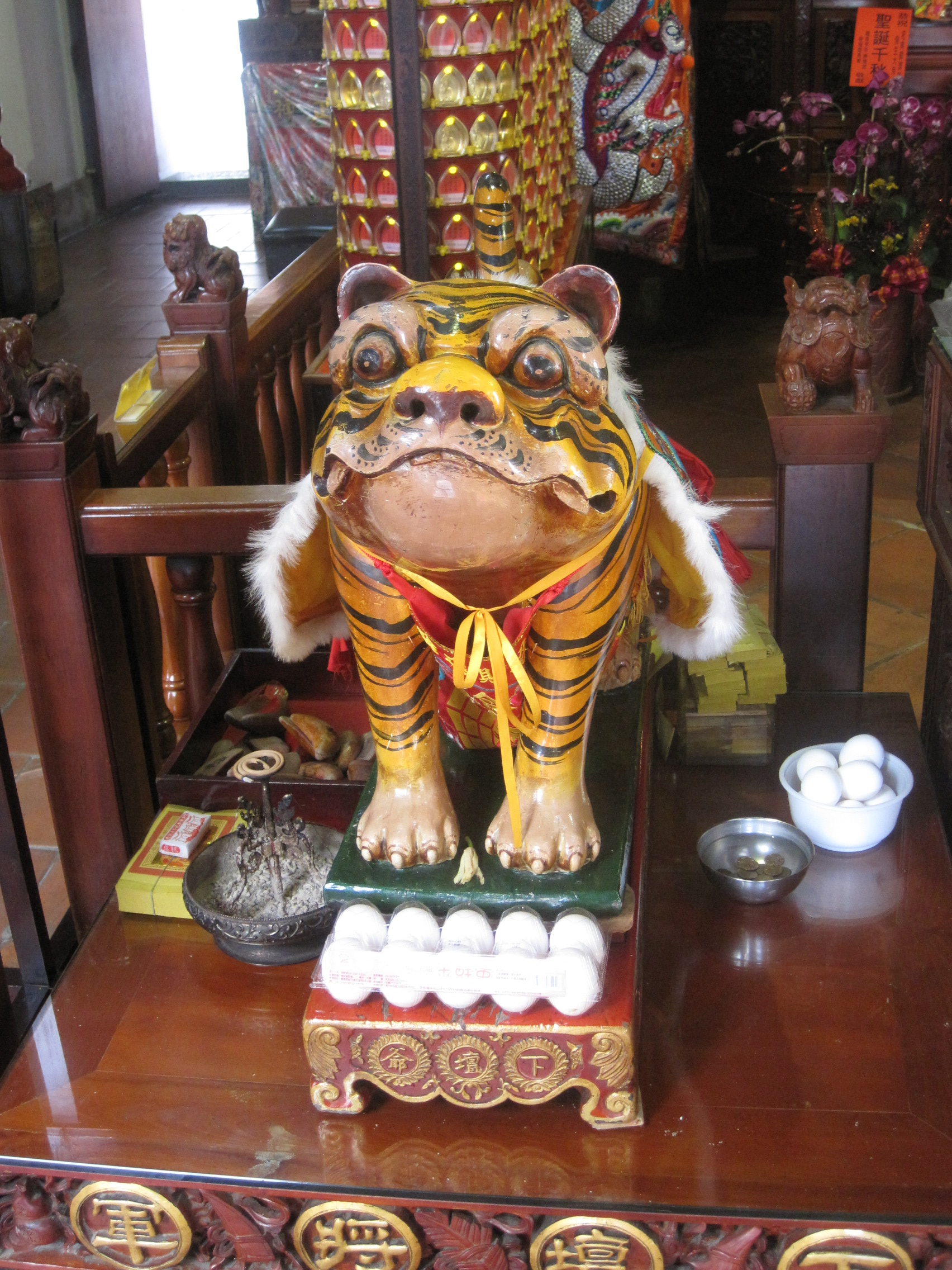
興濟宮下壇將軍

- 正殿：觀音佛祖（脅侍：善財、龍女）、準提菩薩、齊天大聖、達摩祖師、十八羅漢、註生娘娘、月下老人、花公花婆。
- 後殿：三寶佛、觀音菩薩（挾侍善財、龍女）、大勢至菩薩、彌勒佛、韋馱菩薩、伽藍菩薩、地藏菩薩（脅侍道明尊者、閔公尊者）、妙莊王（傳說中千手觀音菩薩之父）、監齋使者。

興濟宮以道教為主，供奉有：
- 正殿：保生大帝（從神：江仙官、張聖者、採藥童子、製藥童子、下壇將軍）、姑爺王舍人、敏明姑娘、中壇元帥、五營神將、福德正神
- 後殿：聖父母神位（聖父協成元君、聖母玉華大仙）、文衡聖帝、關聖帝君、三官大帝、南斗星君、北斗星君、關平將軍、周倉將軍、文昌帝君、太歲星君[8]。

## 趣事
祀典興濟宮的下壇將軍（虎爺）據說喜歡炸雞，供奉的炸雞要等3、4個小時才可撤，其中又以肯德基的炸雞為最:120。

## 分靈廟宇
| 臺南市 | 安南區 | 溪頂寮保安宮、新和順保和宮、五塊寮慶和宮:119 |
| 臺南市 | 玉井區 | 宅仔內興濟宮:119                             |
| 臺南市 | 仁德區 | 車路乾保安宮:119、塗庫仔仁義宮               |
| 臺南市 | 永康區 | 三崁店保靈宮:119                             |
| 臺南市 | 山上區 | 新莊廣濟宮:119                               |
| 臺南市 | 麻豆區 | 草店尾良皇宮代天府                           |
| 臺南市 | 佳里區 | 佳里保聖堂                                   |
| 高雄市 | 鳥松區 | 仁美保民宮:119                               |
| 高雄市 | 永安區 | 慈濟宮:119                                   |
| 高雄市 | 前金區 | 前金保安宮                                   |
| 高雄市 | 林園區 | 林園興濟宮                                   |

## 學界合作
大觀音亭興濟宮從2012年開始，與成功大學人文社會科學中心合作舉辦多次學術研討會。例如2012年的「周懋琦與祀典興濟宮學術研討會」、2013年的「祀典興濟宮暨保生大帝國際學術研討會」、2014年的「觀音信仰國際學術研討會」、2015年的「月老信仰國際學術研討會」、2016年的「虎爺暨動物神祇信仰國際學術研討會」、2017年的「寺廟文資保存與社會貢獻國際學術研討會」等等。

## 建築特色
大觀音亭與興濟宮分別在右側與左側，中間為據說是供前來參拜官吏更衣與休憩之用的官廳，三者以八角門互通，兩廟皆深三進，位在一基座之上，由三川殿（門）、拜亭、龍虎井、正殿、過水廊與後殿組成。廟前正對的觀亭街古稱「觀音亭街」，是臺南少見的參拜道，但現在已經拓寬。

## 文物
大觀音亭從清代到日治時期的文物中，有13面匾額、2幅楹聯、7面碑碣。興濟宮方面則有25面匾額、4幅楹聯、3面碑碣。此外廟中有名師陳壽彝、葉進祿、蔡草如、潘岳雄等人的作品。
| 文物（清、日） | 文物（清、日）                   | 文物（清、日） |
| -------------- | -------------------------------- | --- |
| 類別           | 名稱                             | 簡介 |
| 大觀音亭       |                                  | |
| 匾額           | 大雄寶殿                         | 道光十五年（1835年），總理監生阮日新敬立                                                                           |
| 匾額           | 善慈靈應                         | 咸豐元年（1851年），欽命鎮守汀邵等處地方調署臺澎水師掛印總兵官恒裕沐手謹肅                                         |
| 匾額           | 大觀在上                         | 同治元年（1862年），知臺灣府事洪毓琛敬立                                                                           |
| 匾額           | 慈航普渡                         | 同治元年（1862年），江蘇常州府陽湖縣呂懋幹敬立                                                                     |
| 匾額           | 蓮座春風                         | 同治三年（1864年），福建臺灣水師副將葉晞暘敬叩                                                                     |
| 匾額           | 慈雲普蔭                         | 同治三年（1864年），道銜知臺灣府事楚蘄、陳懋烈敬立                                                                 |
| 匾額           | 莫不尊親                         | 同治七年（1868年），賞戴花翎欽加副將銜署北路協調署城守營將信官楚南陳玉喜敬獻                                       |
| 匾額           | 如保赤子                         | 同治十年（1871年），楚南信官楊世隆敬獻                                                                             |
| 匾額           | 觀音佛祖                         | 同治十年（1871年），總董職員黃怡育、陳啟芳、林安成、吳得貴仝立                                                     |
| 匾額           | 以祈甘雨                         | 同治十一年（1872年），兼護提學道周懋琦敬書                                                                         |
| 匾額           | 慈雲暗覆                         | 光緒六年（1880年），封帛同領統臺灣後山各軍記名總兵前署福建建寧總兵官羅紅標敬酬                                     |
| 匾額           | 慈雲普濟                         | 光緒十三年（1887年），吳門羅氏敬獻                                                                                 |
| 匾額           | 佛力婆心                         | 光緒六年（1880年），賞換花翎陞授基隆同知權知臺南府事桐城方祖蔭敬獻                                                 |
| 楹聯           | 王得祿拜題（嘉慶二十年，1815年） | 全文：「現月相珠瓔滿珞薰脩三昧成摩地，湧金波寶網交羅超度眾生出愛河」                                               |
| 楹聯           | 陳軍敬獻（昭和五年，1930年）     | 全文：「妙道無方但能色相俱空何須別求南海，迷津度濟若使菩心自在此處即是西天」                                       |
| 碑碣           | 重興大觀音亭碑記                 | 乾隆五十七年（1792年）                                                                                             |
| 碑碣           | 大觀音亭公置瓦店碑記             | 乾隆六十年（1795年）                                                                                               |
| 碑碣           | 丁巳桐月吉旦 觀音亭              | 嘉慶二年（1797年）                                                                                                 |
| 碑碣           | 嘉慶二十年重修大觀音亭廟橋碑記   | 道光五年（1825年）                                                                                                 |
| 碑碣           | 重修大觀音亭暨諸善舉碑記         | 原碑無題。道光十年（1830年）                                                                                       |
| 碑碣           | 大觀音亭華成社碑記               | 昭和二年（1927年）                                                                                                 |
| 碑碣           | 重興大觀音亭興濟宮碑記           | 昭和二年（1927年）                                                                                                 |
| 興濟宮         |                                  | |
| 匾額           | 保安民生                         | 康熙卅三年（1694年），福建水師提督陳官元獻                                                                         |
| 匾額           | 保愛生民                         | 右題「道光乙未秊三月穀旦」 左題「太子少保前任福建浙江水陸提督世襲二等子爵王得祿立」                                |
| 匾額           | 真元壽世                         | 道光十五年（1835年），總理監生阮日新所獻                                                                           |
| 匾額           | 大德曰生                         | 同治三年（1864年），道銜知臺灣府事陳懋烈所獻                                                                       |
| 匾額           | 醫道聖神                         | 同治七年（1868年），北路協調署城守營將陳玉喜所獻                                                                   |
| 匾額           | 保生大帝                         | 同治十年（1871年），總董職員黃怡育、陳啟芳、林安成、吳得貴仝立                                                     |
| 匾額           | 宣慈壽世                         | 光緒二年（1876年），翰林院庶吉士陳棨仁識，翰林院編修龔顯曾書，候選同知陳嘉瑞立                                     |
| 匾額           | 天高地厚                         | 光緒二年（1876年），信官趙成美所獻                                                                                 |
| 匾額           | 大道在生                         | 光緒五年（1879年），鳳儒陳悅、周敬訓所獻                                                                           |
| 匾額           | 以能保我                         | 光緒六年（1880年），職貢生王士傑所獻                                                                               |
| 匾額           | 保赤長生                         | 光緒七年（1881年），福州陳又新所獻                                                                                 |
| 匾額           | 德普群生                         | 光緒八年（1882年），臺灣府知府袁聞柝所獻                                                                           |
| 匾額           | 垂恩儲祉                         | 光緒十年（1884年），欽加總兵銜護理福建臺灣城守營參將候補副將督辦保甲團練各總局兼帶左翼練軍新建胡德興所獻           |
| 匾額           | 聖藥仙方                         | 光緒十二年（1886年），舉人陳楷所獻                                                                                 |
| 匾額           | 大道為公                         | 光緒十三年（1887年），沈元駿所獻                                                                                   |
| 匾額           | 大道濟人                         | 光緒十五年（1889年），浙邵程楊列所獻                                                                               |
| 匾額           | 海外活佛                         | 光緒十五年（1889年），古越周仁成所獻                                                                               |
| 匾額           | 受天之佑                         | 光緒十六年（1890年），湖南岳陽選用分縣李玉樹所獻                                                                   |
| 匾額           | 恩涵庶類                         | 光緒十六年（1890年），管帶鎮標左翼練營提督巴圖魯、官員曾喜照所獻                                                   |
| 匾額           | 起死回生                         | 光緒十六年（1890年），浙邵會稽縣馬尚孝、馬尚恕所獻                                                                 |
| 匾額           | 惠及我生                         | 光緒十六年（1890年），信官周士得所獻                                                                               |
| 匾額           | 普濟群生                         | 光緒十七年（1891年），浙邵弟子魯光秀所獻                                                                           |
| 匾額           | 二天                             | 大正六年（1917年），辛西淮所獻                                                                                     |
| 匾額           | 奉旨祀典 興濟宮                  | 昭和四年（1929年），西華堂董事所獻                                                                                 |
| 匾額           | 保國忠生                         | 昭和十七（1942年），臺南弟子蔡詳所獻                                                                               |
| 楹聯           | 王君曉題（嘉慶六年，1801年）     | 全文：「妙道控九天澤沛東瀛萬古聲靈赫濯，保生宏三界恩通南斗千年俎豆馨香」                                           |
| 楹聯           | 陳藻芬獻（咸豐七年，1857年）     | 全文：「興國庇民至今著靈赤崁，濟生救世自昔蛻化白礁」                                                               |
| 楹聯           | 周懋琦撰、書（光緒八年，1882年） | 全文：「秉筆陋元臣醫葯神靈宋史漏收方伎傳，熙朝修祀典馨香朔望清時合祭觀音亭」。另有寫短文在上面。                   |
| 楹聯           | 信士郭尚仁獻（大正元年，1912年） | 全文：「保黎庶具婆心大道真元洵無忝乎國手，生死人肉白骨歷朝良相未足比其神醫」                                       |
| 碑碣           | 重興興濟宮捐題碑記               | 原碑無題。嘉慶二年（1797年），董事朱維驥、盧元嘉、吳明亨立，住持僧志誠等勒石。                                     |
| 碑碣           | 興濟宮辛卯年重修碑記             | 道光十七年（1837年），總理阮日新與董事吳恆記、程精喻、黃時成、葉振利、盧金盛、許振和、蔡文遠、陳書紳、王同利立石。 |
| 碑碣           | 重興大觀音亭興濟宮碑記           | 昭和二年（1927年），趙雲石撰，管理人葉豆記吉董事等人立石                                                           |

### 藥籤

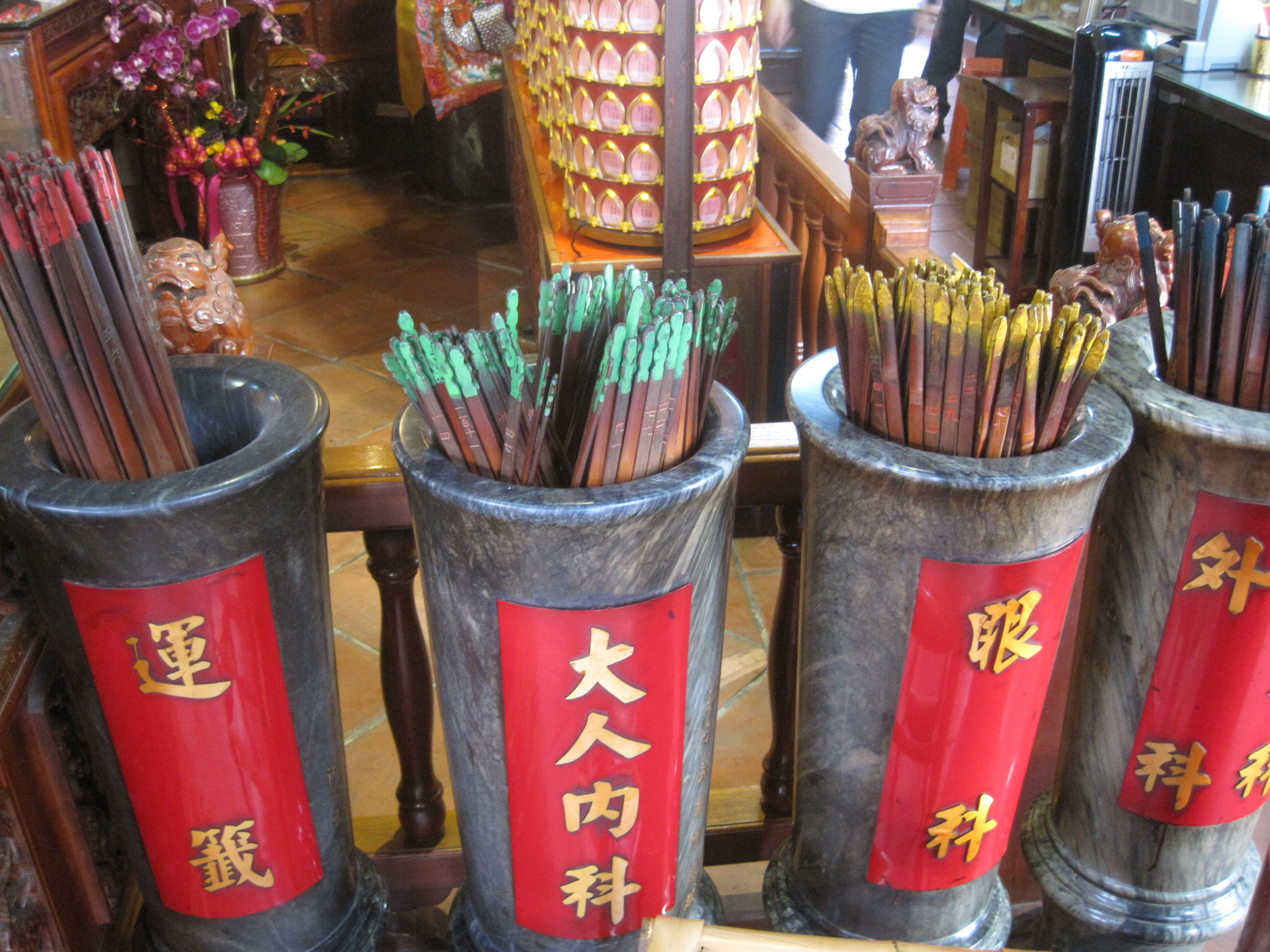
祀典興濟宮籤筒

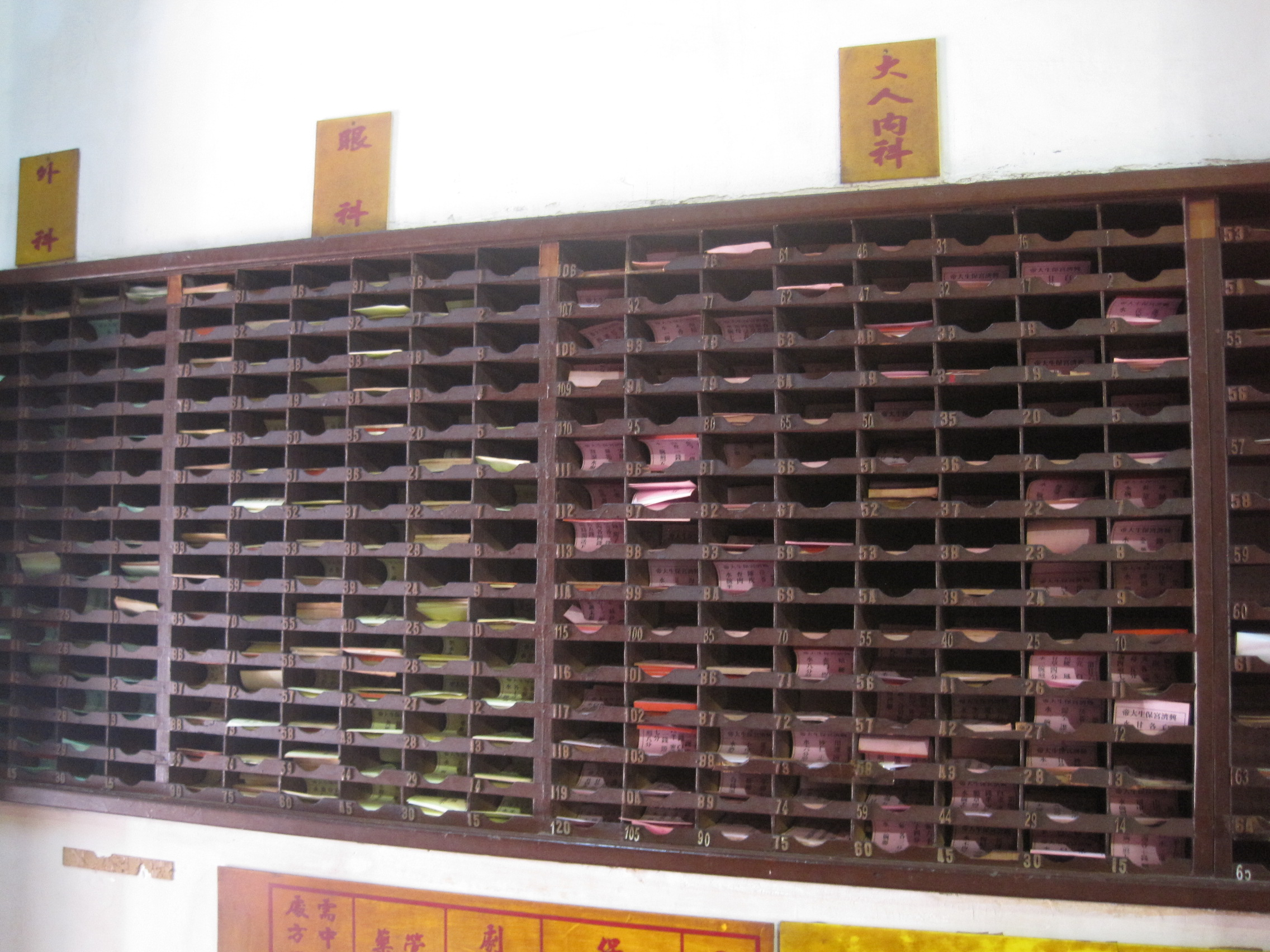
祀典興濟宮藥籤櫃

興濟宮內設有藥籤，信徒要求籤時要先點三柱香向保生大帝稟明症狀，而後靜坐在椅子上，將三柱香輕貼在手腕脈門上，請神明「把脈」:93、94。待三柱香的香灰各掉一次後，才到對應的科目籤筒抽一支籤，然後將之放在案桌上，擲筊確認，若無三聖杯則要重抽:94。確認後才到藥籤櫃拿對應的籤紙，到藥房抓藥:94。回家煎藥時得在正廳面朝外煎藥，並焚香祈求保生大帝到來，之後將香插在煎藥的烘爐上:94。

## 外部連結
- 大觀音亭興濟宮的Facebook專頁